# ألمازنيي
ألمازنيي (بالروسية: Алмазный) هي بلدة من النمط المدني في جمهورية ياقوتيا في روسيا.
يبلغ عدد سكانها حوالي 1,527 نسمة (تعداد 10 أكتوبر 2010).